# Muzeum Przyrody w Drozdowie
Muzeum Przyrody w Drozdowie – muzeum z siedzibą we wsi Drozdowo (powiat łomżyński). Placówka jest jednostką organizacyjną powiatu łomżyńskiego, a jej siedzibą są pomieszczenia dawnego dworu Lutosławskich.
Muzeum powstało w 1984 roku, a inicjatorem jego powstania i pierwszym kierownikiem był Andrzej Chyl. W latach 1984–1995 placówka była oddziałem Muzeum Okręgowego w Łomży, natomiast w okresie 1995-1999 (do przejęcia przez powiat łomżyński) funkcjonowała samodzielnie. Od samego początku działalność muzeum ukierunkowana była na gromadzenie i ochronę muzealiów związanych z przyrodą Ziemi Łomżyńskiej (doliny Narwi i Biebrzy) oraz historią tutejszego ziemiaństwa ze szczególnym uwzględnieniem dziedzictwa rodziny Lutosławskich.
Aktualnie w muzeum prezentowane są następujące stałe ekspozycje przyrodnicze:
- „Ziołowe tajemnice. Rośliny lecznicze Doliny Narwi”,
- „Trofea łowieckie”,
- „Szata roślinna Kotliny Biebrzańskiej”,
- „Ptaki Kotliny Biebrzańskiej” oraz „Ssaki Kotliny Biebrzańskiej”,
- „Łoś – Król Bagien Biebrzańskich”,
- „Podwodny Świat Pięciu Kontynentów” – zespół 26 akwariów, prezentujących ryby pochodzące z Azji, Ameryki południowej, Australii, Afryki i Europy.

Ponadto prezentowana jest wystawa „Salon Dworski”, ukazująca wnętrza dworu ziemiańskiego z przełomu XIX i XX wieku. W ramach ekspozycji zgromadzono pamiątki, związane z rodziną Lutosławskich, ze szczególnym uwzględnieniem osób Witolda Lutosławskiego oraz ks. Kazimierza Lutosławskiego (m.in. portrety, zdjęcia, książki, bibeloty) oraz po Romanie Dmowskim, który spędził tu ostatnie miesiące życia.
Muzeum jest placówką całoroczną, czynną codzienne (z wyjątkiem świąt). Wstęp jest płatny, z wyjątkiem piątków. Oprócz działalności wystawienniczej, placówka prowadzi również działalność edukacyjną i wydawniczą. Uczestniczy również w organizacji Festiwalu Muzyczne Dni Drozdowo-Łomża.